# タイフーン (RWS)

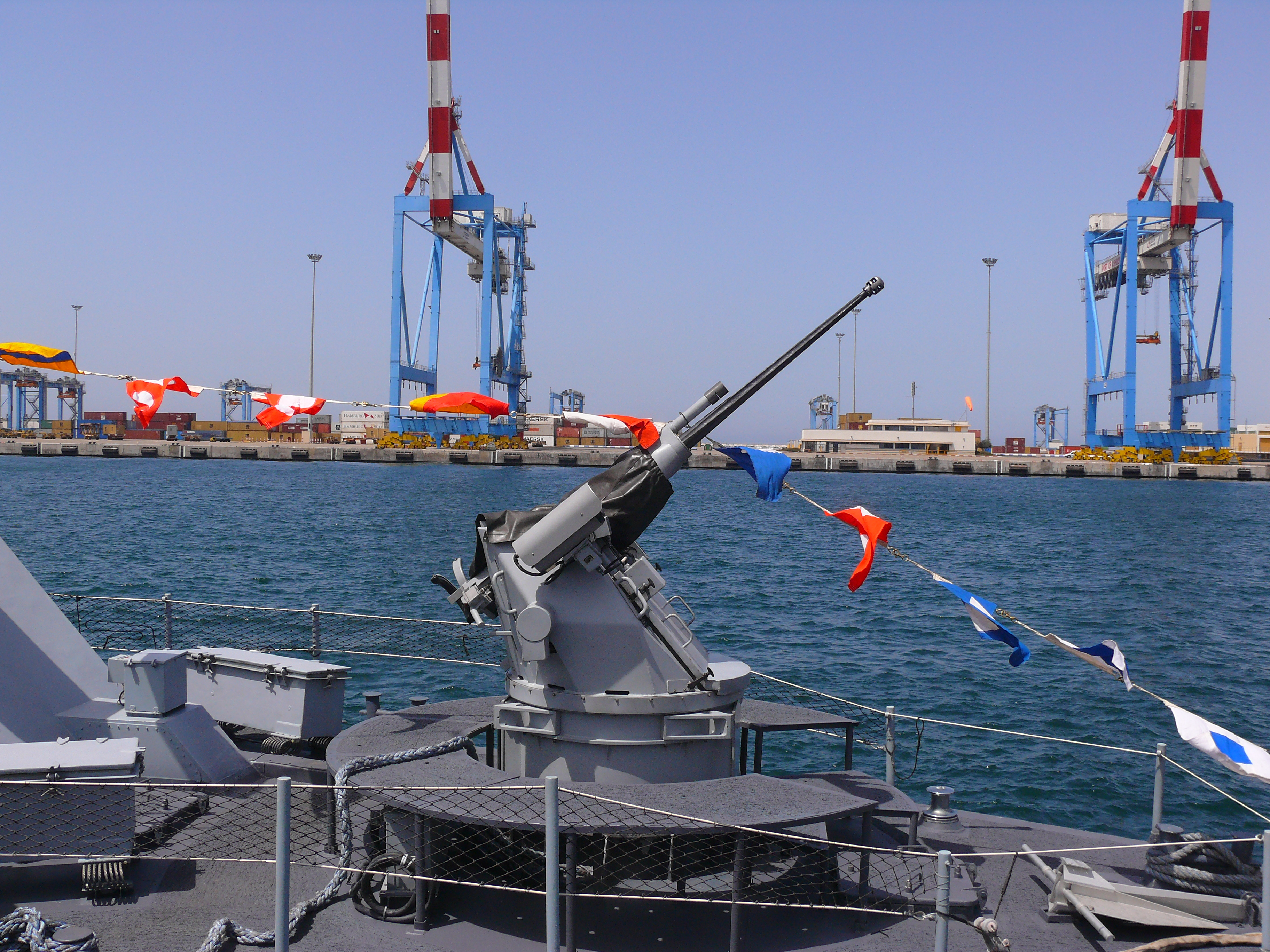
イスラエル海軍シャルダグ級哨戒艇の25mm機関砲搭載型

タイフーン（Typhoon）及びミニタイフーン（Mini-Typhoon）は、イスラエルのラファエル・アドバンスド・ディフェンス・システムズが開発した艦載兵装の搭載システム。
砲安定装置とリモートウェポンシステムを組み合わせた装置であり、開発したラファエル社では、口径30mm以下の機関砲を想定したタイフーンをNaval Stabilized Weapon Station、より小型で機関銃を想定したミニタイフーンをNaval Stabilized Machine Gun Systemと分類している。
1995年には哨戒艇により試験が行われ、1997年にはウルトラ型哨戒艇に搭載されることで初輸出に成功している。

## 特徴
軽量で艦体の甲板をくりぬくこと無く、甲板上に据え付けることで運用が可能なシステムである。システム自体の有する弾道計算機能や姿勢制御機能を用いたRWSとしての遠隔操作のみならず、艦の有する機器との連動や手動による運用も可能となっている。
大型艦の近接防御火器として、また小型艦艇の主砲としての売り込みが行われており、特にミニタイフーンは荒天下や厳しい海況でも活動する哨戒艇の主力装備の市場に眼目が置かれている。ラファエル社のUSVであるプロテクターの火器としても、ミニタイフーンが用いられている。

## 要目
|                  | タイフーン                                        | ミニタイフーン                                      |
| ---------------- | ------------------------------------------------- | --------------------------------------------------- |
| 砲               | 30mm以下、同軸機銃、 チャフ、デコイ、ミサイルなど | 7.62mm機関銃、M2、GAU-17、 40mmグレネードランチャー |
| 弾数             | 200以下 M242の場合168                             | 230以下                                             |
| 電気光学照準装置 | CCD、FLIR、LRF                                    | CCD、FLIR                                           |
| 旋回角度         | 左右160度                                         | 360度                                               |
| 俯角             | 20度                                              | 20度                                                |
| 仰角             | 45度                                              | 60度                                                |
| 重量             | 1000kg以下                                        | 140 - 170kg                                         |
| 安定性           | 0.5ミリラジアン                                   | 0.5ミリラジアン                                     |

## バリエーション
- タイフーン[1]
  - Typhoon GSA：機関砲（Gun）及び艦対空ミサイル（SAM）を搭載したもの。
  - Typhoon DSA：デコイとSAMを搭載したもの。
  - Typhhon GS：機関砲とSPIKE-ERミサイルを搭載したもの。
  - Typhoon G：20mmか23mmの機関砲と電気光学照準装置を搭載したもの。
  - Typhoon MLS：SPIKE-ERもしくはSPIKE-NLOSミサイルを搭載したもの。
  - Mk.38 mod.2：アメリカ海軍が採用したタイフーンの型番。M242 25mm機関砲を搭載。BAEシステムズとの協力により供給されている[4][7]。
- ミニタイフーン
  - Mini-Typhoon SSM：機関銃と小型のミサイルを搭載したもの[2]。
  - Mk49 Mod 0：アメリカ海軍向けの型[5]。ジェネラル・ダイナミクスとの共同開発。

## 採用国
- アメリカ合衆国
  - アーレイ・バーク級ミサイル駆逐艦
- イスラエル
  - サール4.5型ミサイル艇
  - シャルダグ級哨戒艇（英語版）
  - スーパードヴォラMk.II級哨戒艇（英語版）
  - スーパードヴォラMk.III級哨戒艇（英語版）
  - プロテクター USV - ミニ・タイフーン
- オーストラリア[8][9]
  - アンザック級フリゲート
  - アーミデール級哨戒艇
  - トブルク (揚陸艦)
  - キャンベラ級強襲揚陸艦
  - ホバート級駆逐艦（予定）[10]

- シンガポール[11][12]
  - エンデュアランス級揚陸艦
  - フォーミダブル級フリゲート[13]
  - インディペンデンス級沿岸域任務艦（英語版）[14]
  - センチネル級哨戒艇[15]
  - ベドック級掃海艇（英語版）[16]
  - プロテクター USV - ミニ・タイフーン
- スリランカ
  - ウルトラ型哨戒艇[17]
- ニュージーランド
  - アンザック級フリゲート
- モルディブ
  - ウルトラ型哨戒艇

## ギャラリー

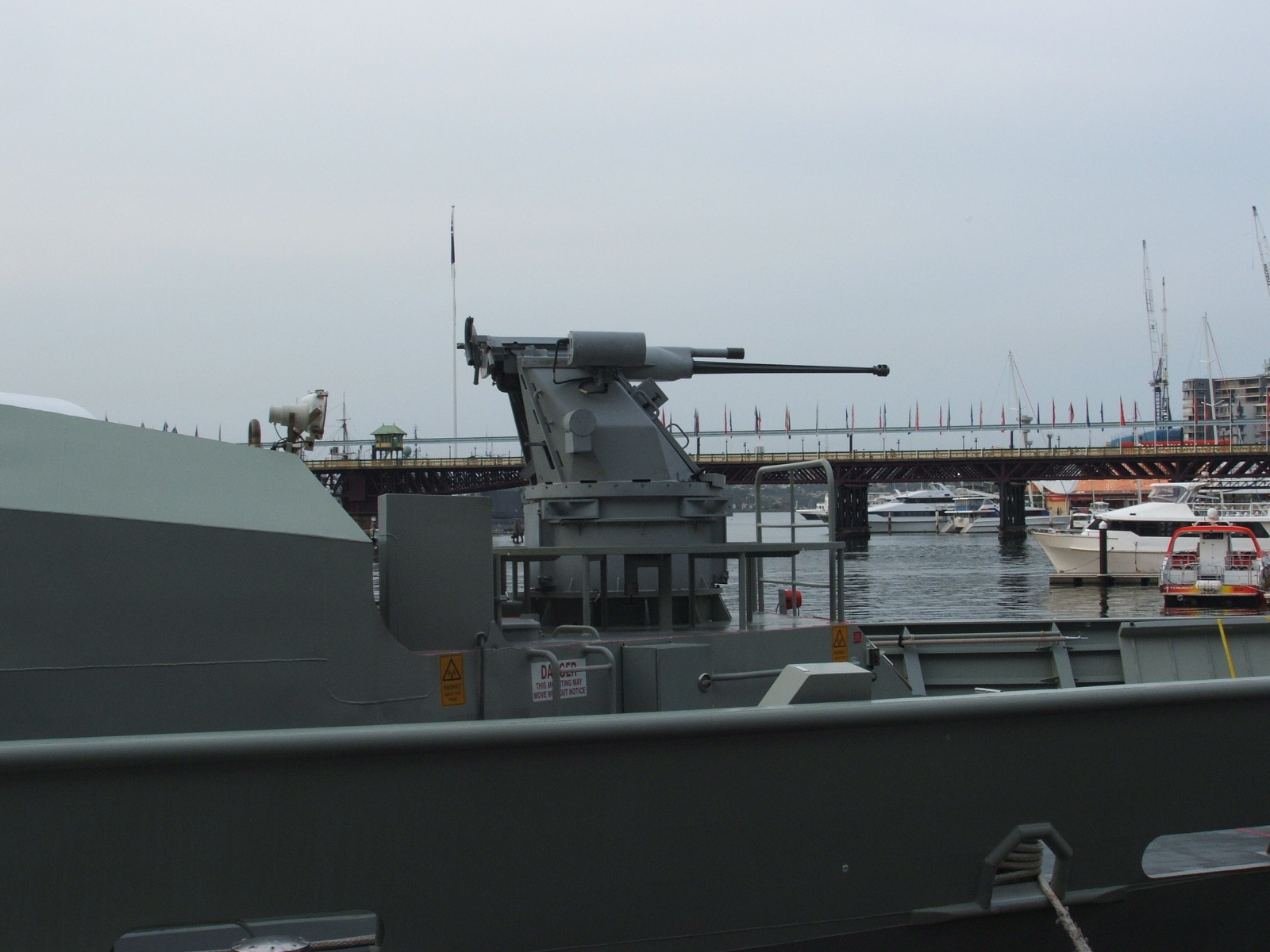
アーミデール級哨戒艇の主砲。M242を搭載。
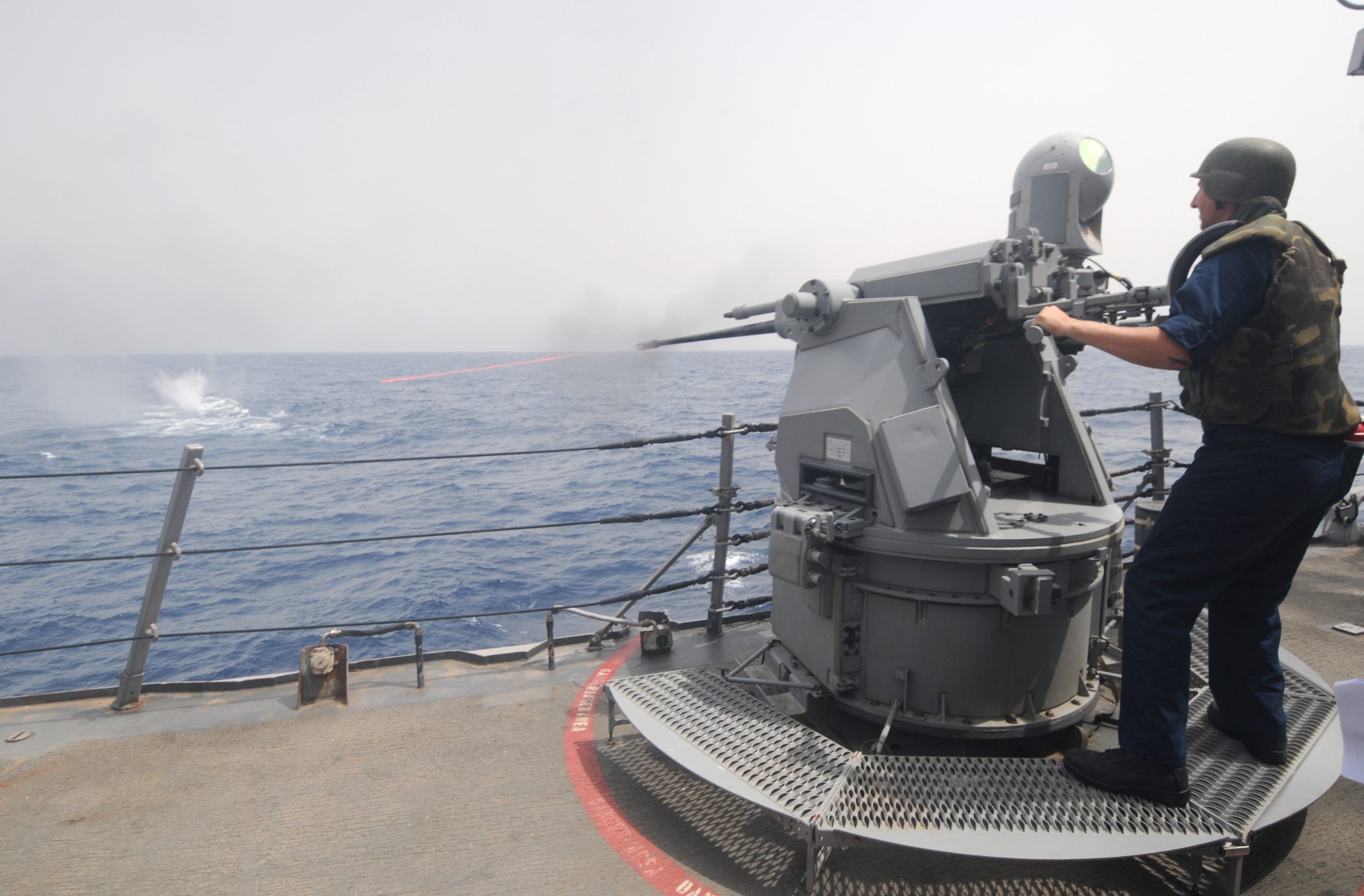
手動で訓練中のアーレイ・バーク級ミサイル駆逐艦「ミッチャー」の搭載砲。
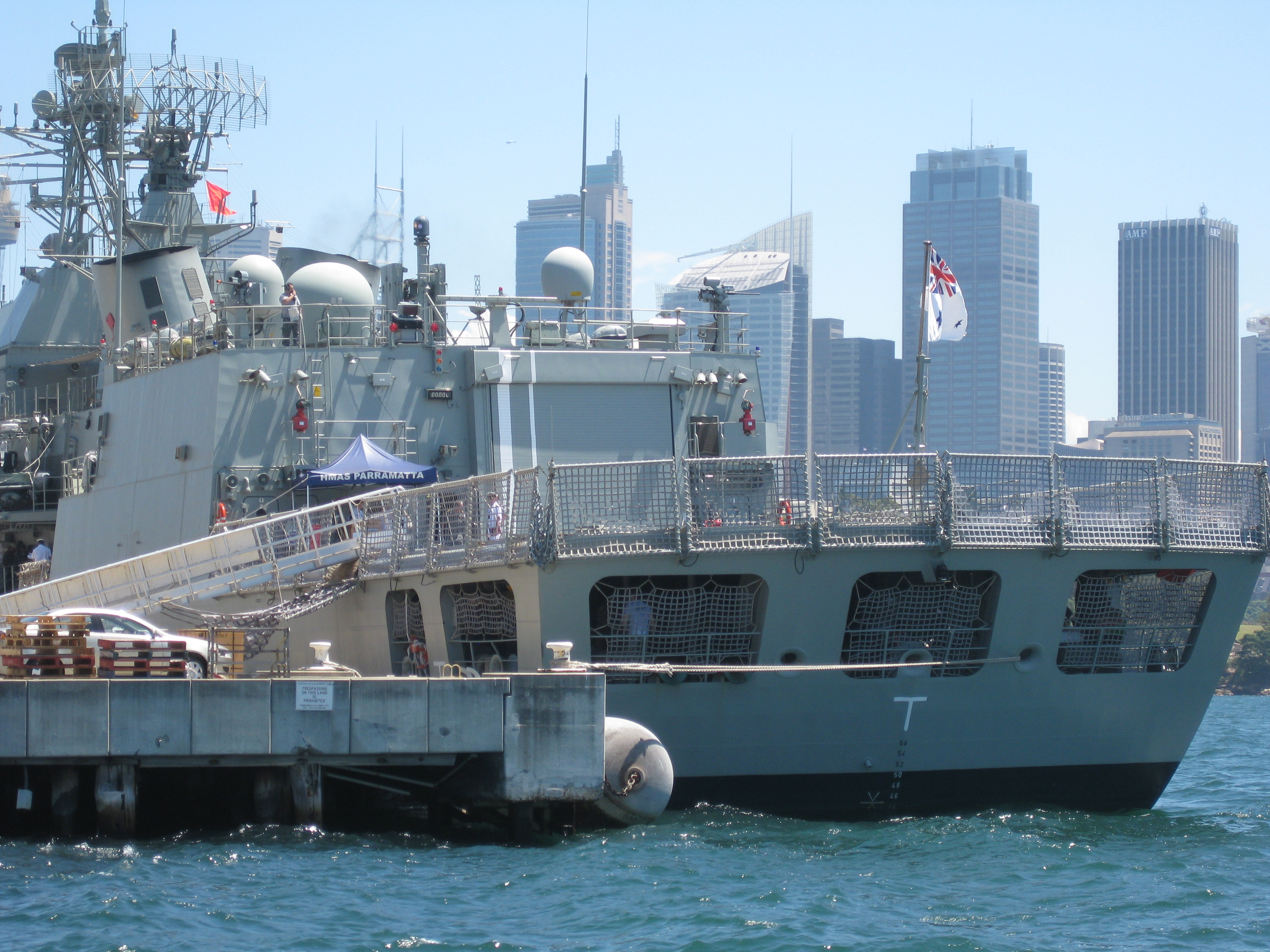
アンザック級フリゲート「パラマッタ」の後部。格納庫上両舷にミニタイフーンが装備されている。